# Böklund
Böklund (tiếng Đan Mạch: Bøglund) là một đô thị thuộc huyện Schleswig-Flensburg, bang Schleswig-Holstein, Đức.